# Al-Busayrah
Al-Busayrah (en arabe : صور) est une ville de Syrie située dans le gouvernorat de Deir ez-Zor dont elle est un chef-lieu de canton.

## Situation géographique
Al-Busayrah se trouve sur la rive droite de la rivière Khabour, à sa confluence avec le fleuve Euphrate.

## Histoire
La ville s'est développée sur le site de l'antique Circesium fondée par l'empereur romain Dioclétien.